# Вашингтон, Джон
Джон Вашингтон (англ. John Washington; 1631—1677) — английский плантатор и военный, который родился в Хартфордшире в Англии, эмигрировал в Америку и поселился в вирджинском округе Уэстморленд, где стал подполковником ополчения колонии и членом Палаты бюргеров. Он стал основателем рода американских Вашингтонов и прадедом Джорджа Вашингтона, первого президента США.

## Биография
Джон Вашингтон родился предположительно в 1631 году в городе Тринг в английском Хартфордшире. Год рождения вычисляется по его показаниям в 1676 году, где он говорит, что ему исполнилось 45 лет. По другим предположениям, он родился между февралём и маем 1634 года. При этом исходят из того факта, что его родители поженились примерно в мае-июне 1633 года. Отцом Джона был преподобный Лоуренс Вашингтон (1602–1652), а матерью — Эмфилиус Твигден (1601–1655). Во время рождения Джона его отец был доном Оксфордского университета.
Когда Джону исполнилось 8 лет, отец устроил его школу Чартерхауз в Лондоне, и стал готовить его к академической карьере, но Джон не смог закончить эту школу. В 1633 году Вашингтон-старший покинул Оксфорд и переехал в Эссекс, но вскоре началась Английская гражданская война, и в 1643 году Вашингтон старший, как лоялист, был лишён сана по решению пуритан в английском парламенте. Его обвинили в частом посещении питейных заведений, что, вероятно, было клеветой.
Его семья вернулась в их фамильный дом в Тринге.
При помощи родственников Джон Вашингтон присоединился к лондонским торговцам, и уже в 1656 году вложил деньги в торговое судно, которое перевозило табак из Северной Америки в Европу. Он сам отправился на судне в Америку в звании морского офицера. В 1657 году этот корабль потерпел крушение у американских берегов в устье реки Потомак. Из-за ремонта корабля Джон остался в Америке на всю зиму вместе с двоюродным братом Джеймсом. Весной 1657 года корабль был отремонтирован, но Джон решил остаться в Америке. Джеймс вскоре вернулся в Англию.